# Apegus longicornis
Apegus longicornis är en stekelart som beskrevs av Jean-Jacques Kieffer 1908. Apegus longicornis ingår i släktet Apegus och familjen Scelionidae. Inga underarter finns listade i Catalogue of Life.